# La Jagua
La Jagua es una localidad del municipio de Santa Cruz del Sur en el sur de la provincia de Camagüey, Cuba.
A 55 km de la cabecera provincial, se trata de un poblado netamente cañero y ganadero.

## Etimología
El origen del nombre del pueblo lo obtiene de las colonias enumeradas de árboles donde predominaban las jaguas. Por el año 1861 La Jagua era todo un monte, solo existían casas muy aisladas y un cementerio. Se dice que el número de Jaguas se remonta a los tiempos en que toda la zona era bosques de árboles maderables, de ahí su nombre y los números, porque todas las colonias de árboles estaban enumeradas hasta Jagua 6.

## Historia
En 1868, al comenzar la guerra, pasaban por esta zona las columnas españolas, mientras que los cubanos pasaban por Sabanilla y Jobabo, pero no hubo ninguna acción importante por esta zona. Por los años 1920- 1930 empezaron a tumbar los montes para formar parte de las colonias cañeras que abastecerían al ingenio Macareño. Se comenzó el desmonte por Jagua 3, propiedad de las compañías estadounidenses que tenían de accionista a Andrés Fernández, el cual construyó 12 caballerías de caña RT- 28-78, única variedad, pero después se sembraron 9 caballerías más, las cuales ampliaron la zona hasta llegar al Río Najasa. Las cañas se comenzaron a sembrar en 1937. Las primeras 12 caballerías se cortaron en 1939, y se amplió hacia la zona del El Paraíso, a 5 km de distancia, tiradas por carretas, sunchos y cortapilas. 
A medida que se trabajaba en las áreas de Jagua 3 en 1939, comenzó el desmonte de Jagua 2, propiedad de Manuel Malverdi. Estas áreas están situadas frente a la parada actual de Jagua 2. En ese mismo año se desmontó la otra colonia de Jagua 2, propiedad de Andrés Fernández, de 12 caballerías que es el área donde está situada la empresa ganadera Jesús Suárez Gayol.
En la colonia de Jagua 2 se construyeron 18 casas y un barracón para 180 personas, una tienda y una panadería, estas dos propiedades eran de Eugenio Rodríguez (español). Todas estas tierras eran gobernadas por mayorales. Andrés entregó 8 casas a sus mejores trabajadores y se construyó un chalet que es actualmente la empresa.
Con el incremento y fomento de las plantaciones cañeras se comenzaron a formar los asentamientos poblacionales fundamentalmente en Jagua 3, donde algunas familias comenzaron a fabricar sus propias viviendas, de guano y yagua. Al incrementarse las plantaciones cañeras las compañías estadounidenses fueron tomando mayor interés en la zona y empezaron a construir viviendas y a proporcionar algunas comodidades a los que trabajaban en sus tierras, por lo que crearon  38 casas, dos barracones y un pozo con motor y molino.
En 1940 se introdujo en Jagua 3 las nuevas variedades de caña, la Barbuda 43-62. En estos tiempos la Jagua contaba con más de 700 casas, una barbería, círculo social, las bodegas y una peluquería. En el año 1942 las compañías norteamericanas se hicieron cargo de estas tierras, que después de pasar de mano en mano de los mayorales y otros que la posesionaban no podían darle la atención requerida por no contar con el presupuesto suficiente para mantenerlas.
En este año también se desmontó Jagua 5 con 21 caballerías y se creó un bateycito con 20 casas y un barracón, un pozo y se instaló una bomba de agua. En 1946 se sembraron las primeras 12 caballerías de caña y el pueblo contaba con 32 casas, una escuela y una tienda. Todas estas tierras, después de desmontadas y sembradas de caña ingresaron a las propiedades de la compañía que comienza en explotación siendo privada hasta 1959.
Después del triunfo de la revolución cubana pasaron a formar parte del poder del pueblo con la nacionalización de la industria y la Ley de Reforma Agraria. Se crearon cooperativas cañeras y en 1961 se introdujo la primera alzadora, se resolvió considerablemente el problema del alza manual.
En 1983 comenzó la construcción del central Jesús Suárez Gayol y surge la Jagua como empresa cañera y como distrito 1 en el año 1987, por nueva estructura del Ministerio de la Industria Azucarera (MINAZ) pasa a ser brigada 7 La Jagua y en 1993 se crea la UBPC.
El asentamiento poblacional quedó dividido en pequeñas zonas como estaba anteriormente por Jaguas enumeradas, incorporándose un área en las cercanías del central que lleva el nombre de comunidad Jesús Suárez Gayol, es por eso que no se puede ver el poblado La Jagua como una zona homogénea, sino como varios asentamientos a ambos lados de la carretera.

### Actualidad
Actualmente existen construcciones de servicios públicos de radio, TV y refrigeración, un taller de maquinaria agrícola, un cabaret estilo colonial y una oficina de correos. Ahora el sistema de salud cuenta con tres modernos consultorios, un policlínico y varios centros de enseñanzas.

## Relieve
En el territorio predomina un relieve predominantemente llano, con algunas ondulaciones y manifestaciones kársticas, donde existen rocas sedimentarias de tipo caliza con suelos pardos carbonatados, sobre los cuales se desarrolla el bosque semidesiduo, con amplio desarrollo de especies micrófilas y su vegetación representada por especies herbáceas semiantrópicas, Matorral Xeromorfo y vegetación cultural predominante la caña de azúcar y los cultivos varios.

## Clima
El clima es húmedo y cálido, la temperatura media anual de 250C y la humedad relativa próxima al 80%. Las precipitaciones se comportan en el orden de los 1500 Mm. anuales. El paisaje y la fauna en general se encuentran altamente modificados por la actividad antrópica.

## Vías de acceso
Las principales vías de acceso hacia la cabecera municipal y el Consejo Popular están asfaltadas, pero no presentan un buen estado técnico, los viales que lo enlazan con los asentamientos humanos de su territorio son terraplenes en malas condiciones en sentido general y en época de lluvias hace más difícil el acceso hacia dichos poblados.

## Viviendas
Las viviendas están agrupadas en comunidades, prevaleciendo las de madera y tejas, con estado constructivo de regular a mal. Ha crecido la población, ocasionado por la incorporación de la mayoría de los campesinos a cooperativas donde construyeron sus viviendas.

## Economía local
La actividad económica fundamental de este territorio es la agricultura, predomina el estudio como empleo y las actividades agrícolas y pecuarias. El nivel educacional que predomina en este Consejo Popular es el noveno grado. Contando con diferentes niveles de enseñanza: siete escuelas primarias, una Secundaria básica y una sede universitaria.

## Cultivos
El territorio posee suelos óptimos para el cultivo agropecuario y forestal. Abundancia de diversos tipos de árboles maderables y frutales. Dos merenderos, dos placitas, cuatro bodegas y un punto de venta del Mercado Agropecuario.

## Servicios
La cobertura en servicios de Atención Primaria de Salud están garantizados con la existencia y funcionamiento de: cinco consultorios del médico y la enfermera de la familia, una farmacia, una sala de rehabilitación, se brindan servicios de estomatología. Existe un área terapéutica de Medicina Natural y Tradicional con servicios de acupuntura y fisioterapia. No se cuenta con servicios de óptica y ortopedia y estos son brindados en la cabecera municipal. La enfermedad más frecuente que predomina en la población es la hipertensión arterial.

## Medios de información
Entre los medios de información que tiene acceso la población del Consejo Popular se encuentran: la prensa escrita, la televisión y la radio. Cuenta el territorio con servicios de correos, con cinco centros agentes. En los centros de trabajos se realizan matutinos diarios. Su principal dificultad radica en que la comunidad no cuenta con otros servicios culturales.

## Deportes
Los servicios deportivos y de recreación se realizan en la escuela están representados por: un gimnasio de boxeo,  una cancha de baloncesto y voleibol y un terreno de fútbol. Existe un parque infantil en esta comunidad y otros parques en las otras comunidades.
- Datos: Q5963925